# 里弗羅德 (北卡羅萊納州)
里弗羅德（英語：River Road）是位於美國北卡羅萊納州博福特縣的普查規定居民點。

## 人口
根據2020年美國人口普查的數據，里弗羅德的面積為18.70平方千米，當中陸地面積為18.36平方千米，而水域面積為0.34平方千米。當地共有人口4048人，而人口密度為每平方千米216.47人。